# Jürgen Budday

Jürgen Budday (Aufführung des Händel-Oratoriums Belshazzar, 2005)

Jürgen Budday (* 1948) ist ein deutscher Dirigent und Kirchenmusikdirektor. Er war bis 2019 Dirigent der Kantorei Maulbronn und bis 2016 des Maulbronner Kammerchores, außerdem bis 2013 künstlerischer Leiter der Maulbronner Klosterkonzerte. 

## Leben und Wirken
Jürgen Budday studierte Schulmusik, Kirchenmusik und Musikwissenschaft an der Musikhochschule Stuttgart und lehrte von 1979 bis 2012 als Gymnasialmusiklehrer und Studiendirektor am Evangelischen Seminar Maulbronn. Er dirigierte und leitete von 1979 bis 2019 die Maulbronner Kantorei und gründete1983 den Maulbronner Kammerchor, mit dem er zahlreiche Tourneen und Konzertreisen unternahm und den er bis 2016 leitete.
2014 übernahm Budday die künstlerische Leitung des Internationalen Kammerchor-Wettbewerbs Marktoberdorf.
Buddays Schwerpunkt liegt im Genre der historischen und zeitgenössischen Vokalmusik sowie in der Aufführung von Oratorien mit historischen Instrumenten. Unter seiner Leitung entstanden in der Edition Kloster Maulbronn der K&K Verlagsanstalt etliche Mitschnitte von Konzerten auf CD, darunter u. a. die Händel-Oratorien Jephtha, Samson, Judas Maccabäus und Saul mit Emma Kirkby, Michael Chance, Nancy Argenta und Stephen Varcoe.
Seit 2002 übernahm Budday zudem den Vorsitz im Beirat Chor des Deutschen Musikrates. und ist in dieser Funktion Gesamtleiter des Deutschen Chorwettbewerbs.

## Auszeichnungen
Für seine musikpädagogische und künstlerische Arbeit erhielt Budday u. a. das Bundesverdienstkreuz am Bande (1998) und den Bruno-Frey-Preis der Landesakademie Ochsenhausen. 2011 wurde ihm der Ehrentitel „Professor“ verliehen. 2013 erhielt Budday den Georg-Friedrich-Händel-Ring des Verbandes Deutscher Konzertchöre.

## Diskographie

### Oratorien von Georg Friedrich Händel
(in historischer Aufführungspraxis) 
- Jephtha – Oratorium in drei Akten, in englischer Originalsprache mit Emma Kirkby (Sopran), Melinda Paulsen (Mezzosopran), Charles Humphries (Altus), Julian Podger (Tenor), Stephen Varcoe (Bass), Maulbronner Kammerchor, Künstlerische Leitung: Jürgen Budday, Barockorchester der Klosterkonzerte (Konzertmitschnitt, 1998, Edition Kloster Maulbronn)
- Samson – Oratorium in drei Akten, in englischer Sprache mit Sinéad Pratschke, Michael Chance, Marc LeBrocq, Raimund Nolte, David Thomas, Maulbronner Kammerchor, Barockorchester der Klosterkonzerte, Künstlerische Leitung: Jürgen Budday (Konzertmitschnitt, 1999, Edition Kloster Maulbronn)
- Judas Maccabaeus – Oratorium in drei Akten, in englischer Originalsprache mit Sinéad Pratschke (Sopran), Catherine King (Mezzosopran), Charles Humphries (Altus), Mark LeBrocq (Tenor), Christopher Purves (Bass), Maulbronner Kammerchor, Musica Florea Prag, Künstlerische Leitung: Jürgen Budday (Konzertmitschnitt, 2000, Edition Kloster Maulbronn)
- Saul – Oratorium in drei Akten, in englischer Originalsprache mit Nancy Argenta (Sopran), Laurie Reviol (Sopran), Michael Chance (Altus), Marc LeBrocq (Tenor), Michael Berner (Tenor), Stephen Varcoe (Bass), Steffen Balbach (Bass), Hannoversche Hofkapelle, Maulbronner Kammerchor, Künstlerische Leitung: Jürgen Budday (Konzertmitschnitt, 2002, Edition Kloster Maulbronn)
- Solomon – Oratorium in drei Akten, in englischer Originalsprache mit Nancy Argenta (Sopran), Laurie Reviol (Sopran), Michael Chance (Altus), Julian Podger (Tenor), Steffen Balbach (Bass), Hannoversche Hofkapelle, Maulbronner Kammerchor, Künstlerische Leitung: Jürgen Budday (Konzertmitschnitt, 2003, Edition Kloster Maulbronn)
- Belshazzar – Oratorium in englischer Sprache mit Miriam Allan (Sopran), Michael Chance (Altus), Patrick van Goethem (Altus), Marc LeBrocq (Tenor), Stephen Varcoe (Bass), Maulbronner Kammerchor, Hannoversche Hofkapelle. Künstlerische Leitung: Jürgen Budday (Konzertmitschnitt, 2005, Edition Kloster Maulbronn)
- The Messiah – Ungekürzte Fassung des Oratoriums in drei Teilen in englischer Originalsprache mit Miriam Allan (Sopran), Michael Chance (Altus), Mark LeBrocq (Tenor) und Christopher Purves (Bass). Maulbronner Kammerchor, Hannoversche Hofkapelle. Künstlerische Leitung: Jürgen Budday (Konzertmitschnitt, 2005, Edition Kloster Maulbronn)
- Der Messias – Gesamtaufnahme des Oratoriums in drei Teilen von Georg Friedrich Händel, bearbeitet von Wolfgang Amadeus Mozart mit Marlis Petersen (Sopran), Margot Oitzinger (Alt), Markus Schäfer (Tenor), Marek Rzepka (Bass), Maulbronner Kammerchor, Hannoversche Hofkapelle. Künstlerische Leitung: Jürgen Budday (Konzertmitschnitt, 2006, Edition Kloster Maulbronn)
- Joshua – Ungekürzte Fassung von 1748 des Oratoriums in englischer Sprache von Georg Friedrich Händel mit Miriam Allan (Sopran), David Allsopp (Countertenor, Altus), Mark LeBrocq (Tenor), James Rutherford (Bass), Hannoversche Hofkapelle, Maulbronner Kammerchor. Künstlerische Leitung: Jürgen Budday (Konzertmitschnitt, 2007, Edition Kloster Maulbronn)
- Jephtha – 15 Jahre Edition Kloster Maulbronn – Gesamtaufnahme in englischer Originalsprache mit Kirsten Blaise (Sopran), Annelie Sophie Müller (Mezzosopran), David Allsopp (Altus), Benjamin Hulett (Tenor), Simon Bailey (Bass), Ensemble il capriccio, Künstlerische Leitung: Jürgen Budday (Konzertmitschnitt, 2012, Edition Kloster Maulbronn)

### Vokalmusik
(a cappella)
- All meine Herzgedanken ~ Chormusik der Romantik, Maulbronner Kammerchor, Künstlerische Leitung: Jürgen Budday, 1991
- Tröste mich wieder ~ Geistliche Chormusik, Maulbronner Kammerchor, Künstlerische Leitung: Jürgen Budday, 1993
- Von morgens früh… und bis zur Nacht – Ein musikalischer Tagesablauf nach der Tradition der Stundengebete – Maulbronner Kammerchor, Künstlerische Leitung: Jürgen Budday (1999, Edition Kloster Maulbronn)
- Du verwandelst meine Klage in einen Reigen – Geistliche Chormusik – Maulbronner Kammerchor, Künstlerische Leitung: Jürgen Budday, 2003
- Der Mensch lebt und bestehet ~ Geburt – Endlichkeit – Ewigkeit. Maulbronner Kammerchor, Künstlerische Leitung: Jürgen Budday. Konzertmitschnitt aus der Klosterkirche Maulbronn 2006.
- Die Nacht leuchtet wie der Tag. Maulbronner Kammerchor, Künstlerische Leitung: Jürgen Budday. Konzertmitschnitt aus der Klosterkirche Maulbronn 2010.
- Liebe & Leid. Maulbronner Kammerchor, Künstlerische Leitung: Jürgen Budday (2014, Edition Kloster Maulbronn).
- Von Gott – zu Gott ~ Verheißungen und Gebete. Aufnahme aus der Schlosskirche Bad Homburg mit Werken für vier- bis achtstimmigen Chor (2016, Edition Authentic Classical Concerts)[8]

### Sonstige Veröffentlichungen
- Gioacchino Rossini: Petit Messe Solenelle in der Fassung für zwei Klaviere und Harmonium mit Laura de Souza (Sopran), Dalia Schaechter (Alt), Keith Ikaia Purdy (Tenor), Max Wittges (Bass), Ennio Pastorino und An Li Pang (Klaviere), Carlotte Lootgieter (Harmonium), Künstlerische Leitung: Jürgen Budday. (Konzertmitschnitt, 1996)
- Louis Spohr: Die letzten Dinge (Oratorium): Gesamtaufnahme der deutschsprachigen Originalfassung von 1826 mit Miriam Meyer (Sopran), Ursula Eittinger (Mezzosopran), Marcus Ullmann (Tenor), Josef Wagner (Bass), Kantorei Maulbronn, Russische Kammerphilharmonie St. Petersburg, Künstlerische Leitung: Jürgen Budday. (Konzertmitschnitt, 2010)
- Johann Sebastian Bach: Vom Reiche Gottes. Großkantate mit Arien, Chören und Chorälen aus 18 Bachkantaten, in einer Zusammenstellung von Hans Grischkat. Mit Heike Heilmann (Sopran), Franz Vitzthum (Altus), Johannes Mayer (Tenor), Falko Hönisch (Bass), Ensemble il capriccio, Künstlerische Leitung: Jürgen Budday (Konzertmitschnitt, 2013)
- Johann Sebastian Bach: Johannespassion – Gesamtaufnahme der Urfassung von 1724 in historischer Aufführungspraxis. Mit Daniel Johannsen (Tenor, Evangelist), Tobias Berndt (Bass, Christusworte), Sophie Klußmann (Sopran), David Allsopp (Altus, Countertenor), Benjamin Hulett (Tenor), Josef Wagner (Bass), Ensemble il capriccio, Künstlerische Leitung: Jürgen Budday (Konzertmitschnitt, 2015)